# CD Banyoles

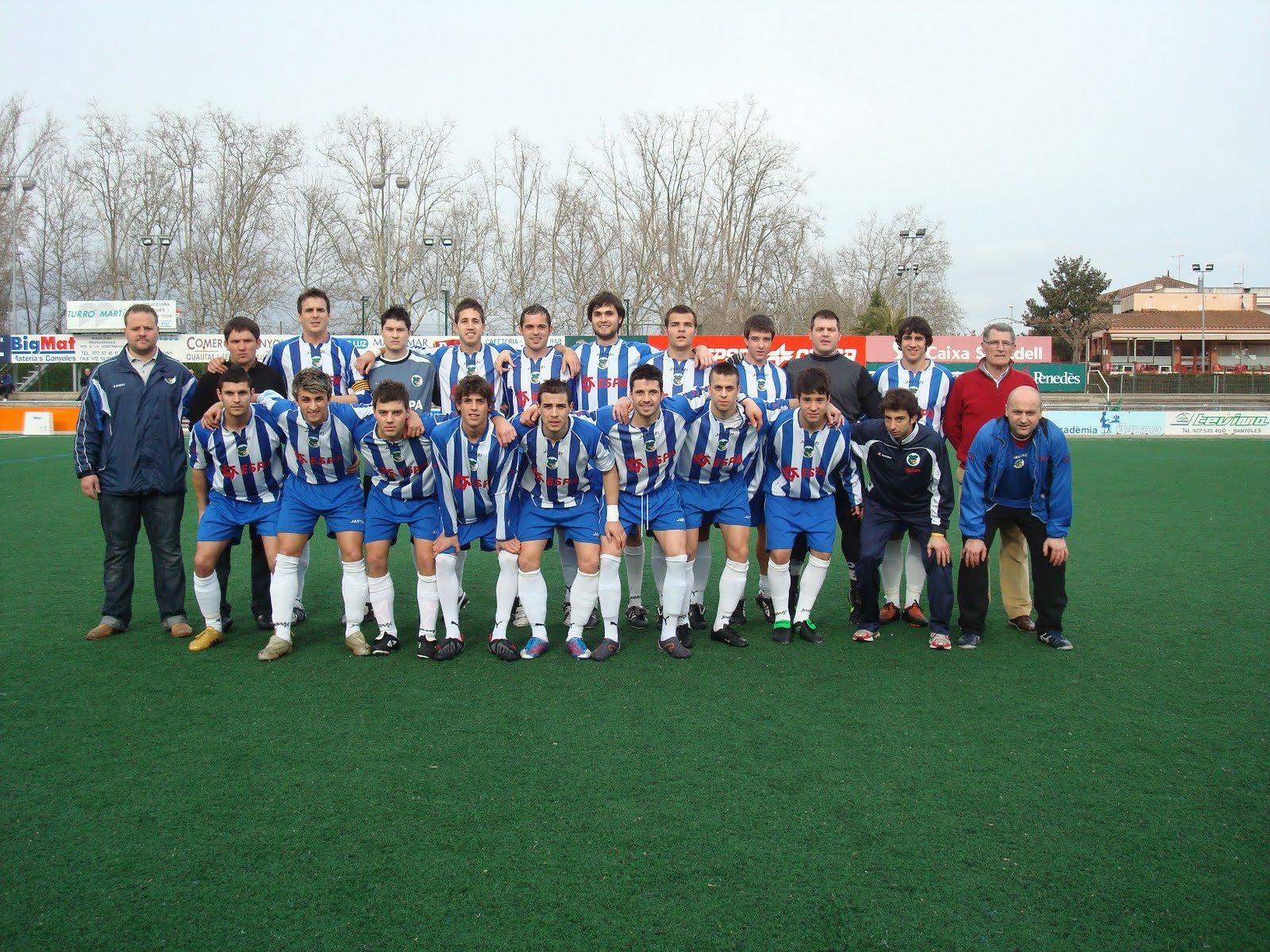

CD Banyoles is een Spaanse voetbalclub uit Banyoles, uitkomend in de Tercera División Grupo 5. De club is opgericht in 1913 en speelt zijn thuiswedstrijden in het Camp Nou de Banyoles, niet te verwarren met het Camp Nou van FC Barcelona.
CD Banyoles was in 2004 een van de Catalaanse clubs waar tegen FC Barcelona het tijdens de Fent Pais-tour opnam als voorbereiding op het seizoen 2004/2005. De amateurs van CD Banyoles wisten een knap 1-1 gelijkspel te behalen. Jonathan scoorde voor CD Banyoles, Cristian Hidalgo maakte het doelpunt voor de blaugranas. In 2007 promoveerde de club van de Primera Divisió Catalana naar de Tercera División.